# Casa de Rieux

Brasão de Armas da Casa de Rieux.

A Casa de Rieux tem origem numa família da nobreza francesa de Idade Média e da renascença. Este ramo familiar encontra as suas origens predominantemente na região da Bretanha.

## Senhores de Rieux
- Joana de Harcourt (1399 - 1456), foi condessa de Harcourt entre 1452 e 1456, filha de João VII de Harcourt e casada em 1414 com João III de Rieux (1377 - 1431),[1] Senhor de Rochefort, de quem teve:
- Francisco de Rieux (1418 - 1458), foi conde entre 1456 e 1458 e filho do anterior, casou em 1442 com Joana de Rohan,[1] de quem teve:
- João IV de Rieux (1447 - 1518), foi conde entre 1458 e 1518 e filho do anterior, casou com Isabel de Brosse (? - 1527),[1] filha de João II de Brosse, conde de Penthièvre, de quem teve:
- Claude de Rieux (1497 - 1532), foi conde de 1518 a 1532 e filho do anterior, casou com Susana de Bourbon-Montpensier (? - 1570),[1] filha de Luís de Bourbon-Vendôme (1473 - 1520) e de Luísa de Montpensier, de quem teve:
- Henrique de Rieux (? - 1557), foi conde entre 1532 e 1557 e filho do anterior.[1] Não teve filhos, pelo que o condado foi herdado pela sua irmã.[1]
- Luísa de Rieux (1531 - 1570) foi condessa entre 1557 - 1570 e irmã do anterior.[1] Casou em 1555 com René da Lourena (1536 - 1566), marquês de Elbeuf (com o nome de René II), descendênte de António de Vaudémont e de Maria de Harcourt. Com este acontecimento Harcourt passa então aos descendentes, do ramo de Elbeuf de la branche da Casa de Guise e da Casa de Lorraine.

## Armorial

Armas antigas da Casa de Rieux.
Armas modernas da Casa de Rieux.
Armas da Casa de Rieux que se encontram no Role de Armas do Segundo Tratado de Guérande (1381).
Armas usadas por René de Rieux (1558-1628), senhor de Sourdéac.